# Hippomane spinosa
Hippomane spinosa är en törelväxtart som beskrevs av Carl von Linné. Hippomane spinosa ingår i släktet Hippomane och familjen törelväxter. Inga underarter finns listade i Catalogue of Life.